# Hrvatsko akademsko društvo
Hrvatsko akademsko društvo (kratica: HAD) je suvremena udruga intelektualaca Hrvatima u Srbiji. 

## Osnovno
Sjedište joj se nalazi u bačkom gradu Subotici.
Udruga je osnovana radi "razvijanja i populariziranja društvenih i humanističkih znanosti, te provođenja istraživanja povijesnih, kulturoloških, socioloških, psiholoških, političkih, demografskih, komunikoloških, ekonomskih, prosvjetnih, književnih, religijskih i futuroloških odrednica hrvatskog nacionalnog bića na području tadašnje Savezne Republike Jugoslavije (SRJ)". Članstvo je uglavnom bilo sastavljeno od osoba akademskog obrazovanja s područja autonomne pokrajine Vojvodine i srbijanskog grada Beograda. No članstvo nije bilo ograničeno samo na ondašnju SRJ, nego je imalo i članove iz Hrvatske.

## Povijest
Početkom 1998. su Zlatko Šram, Josip Ivanović i Dujo Runje pokrenuli inicijativu da se osnuje udruga koja bi okupila intelektualce Hrvate u SRJ, a koja bi radila na revitaliziranju i osnaživanju hrvatskog nacionalnog bića u toj državi. 
Na osnivanju je radio i Bela Ivković.
20. listopada 1998. je u Subotici je održana Osnivačka skupština.
Od osnutka član ovog društva je Stjepan Beretić.

## Djelatnost
HAD organizira znanstvene simpozije, stručne skupove i javne tribine. Organiziranjem tih skupova je pridonio normalizaciji odnosa Republike Hrvatske i Republike Srbije.
HAD djeluje u nekoliko sekcija: za religioznost, ljudska i manjinska prava, filozofiju, sociologiju, psihologiju i političke znanosti, odgoj, obrazovanje i prosvjetnu politiku, leksikografiju,  povijesna istraživanja te jezikoslovlje i književnost.
Zaslugom HAD-ovih članova je doprinos pripremi nastave za obrazovanje na hrvatskom jeziku u Srbiji, a što se materijaliziralo u općini Subotica u školskoj godini 2002./03. 
HAD je sudoprinio i tome da se 2001. osnovao prvi dječji vrtić u SRJ na hrvatskom jeziku. To je dječji vrtić Marija Petković, a utemeljen je pri samostanu Družbe sestara kćeri milosrđa u Subotici.
HAD je bio nositeljem inicijative da se osnuje Novinsko-izdavačke ustanove Hrvatska riječ 2002. i 2003.
HAD je i nakladnik izdanja raznih knjiga i DVD-a koje su u svezi s Hrvatima u Srbiji, bilo da su autori Hrvati ili da se sadržajem odnose na Hrvate iz Srbije.
U sklopu ove ustanove se realizira projekt Leksikon podunavskih Hrvata-Bunjevaca i Šokaca.
2012. je objavio svoj novi izdavački pothvat, Biografski leksikon Hrvata iz istočnog Srijema.

## Predsjednici
(stanje na 31. listopada 2009.)
- Josip Ivanović (1998. – 2003.)
- Dujo Runje (2003. – 2007.)
- Slaven Bačić (2008.-)

Među poznate članove spadaju još i Andrija Anišić, Ladislav Suknović i Tomislav Žigmanov.
Tajnica Hrvatskog akademskog društva je od osnutka Katarina Čeliković, a kasnije i Ljiljana Dulić.

## Nagrade i priznanja
- 007.: nagrada Općine Subotica Pro urbe

## Vanjske poveznice
- Službene stranice